# Cité Condorcet
La cité Condorcet est une voie du 9e arrondissement de Paris, en France.

## Situation et accès
La cité Condorcet est une voie située dans le 9e arrondissement de Paris. Elle débute au 27, rue Condorcet et se termine en impasse.

## Origine du nom

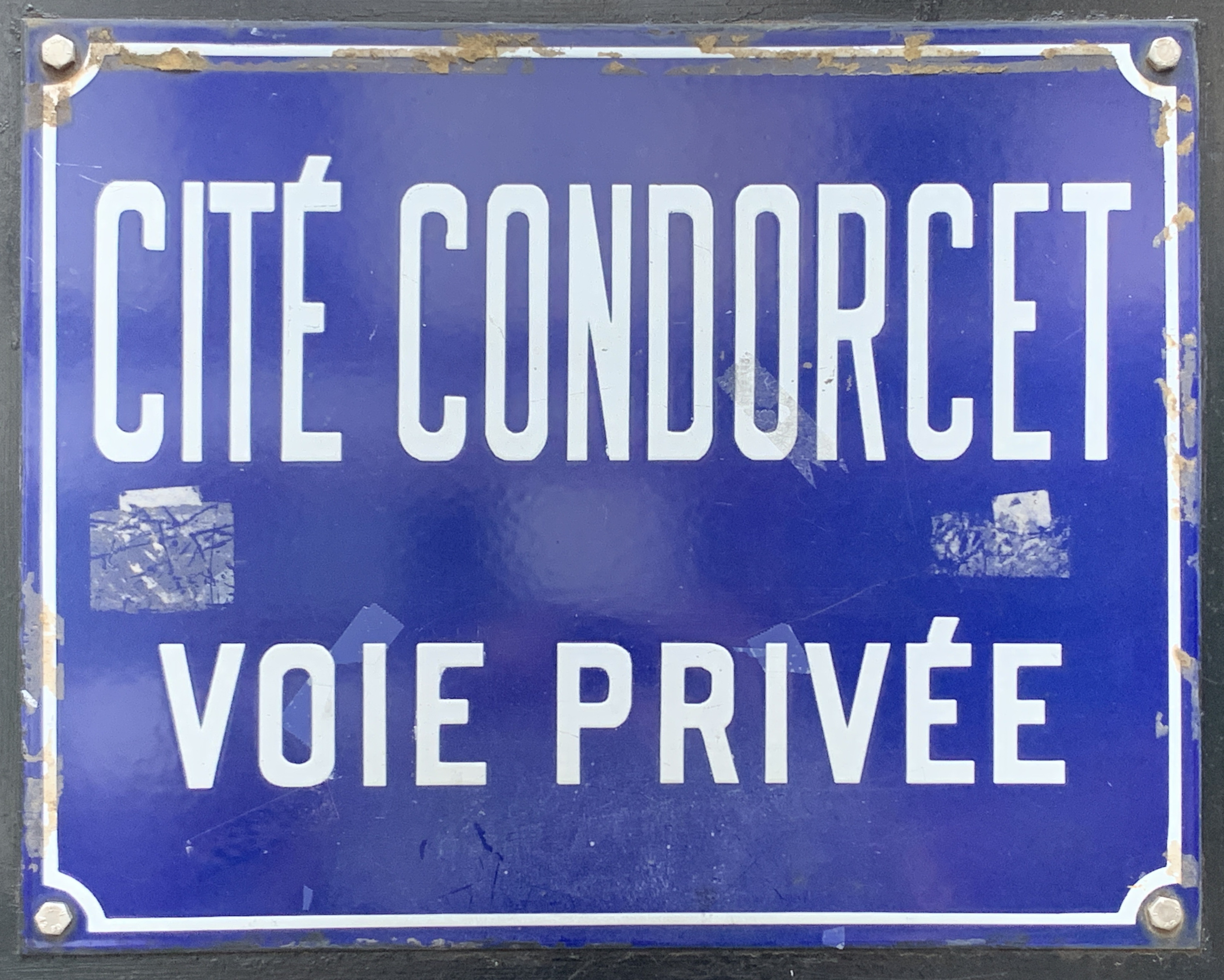
Plaque de la voie.

Elle porte le nom du philosophe Marie-Jean Caritat, marquis de Condorcet (1743-1794), en raison de sa proximité avec la rue éponyme.

## Historique
Cette voie a été fermée à la circulation publique par arrêté municipal du 22 avril 1993.